# Triệu Hồng Chúc
Triệu Hồng Chúc (sinh tháng 7 năm 1947) là chính khách nước Cộng hòa Nhân dân Trung Hoa. Ông từng giữ chức Bí thư Ban Bí thư Trung ương, Phó Bí thư Ủy ban Kiểm tra Kỷ luật Trung ương (CCDI), cơ quan chống tham nhũng của Đảng Cộng sản Trung Quốc.

## Tiểu sử
Triệu Hồng Chúc sinh tháng 7 năm 1947, người huyện Ninh Thành, Nội Mông Cổ. Ông tham gia công tác từ tháng 10 năm 1965. Tháng 8 năm 1969, ông gia nhập Đảng Cộng sản Trung Quốc. Ông tốt nghiệp Trường Đảng Trung ương, trình độ học vấn đại học Trường Đảng Trung ương.
Tháng 10 năm 1980, ông được bổ nhiệm giữ chức Phó Bí thư Kỳ ủy Jalaid, Khu tự trị Nội Mông Cổ. Tháng 6 năm 1983, ông được bổ nhiệm làm Ủy viên Minh ủy Hưng An, Trưởng Ban Tổ chức Minh ủy Hưng An. Tháng 5 năm 1988, ông được bổ nhiệm làm Phó Bí thư Minh ủy Hưng An. Tháng 3 năm 1992, ông được bổ nhiệm giữ chức Phó Chủ nhiệm Văn phòng Ủy ban Kiểm tra Kỷ luật Trung ương. Tháng 5 năm 1994, ông được bổ nhiệm làm Chủ nhiệm Văn phòng Ủy ban Kiểm tra Kỷ luật Trung ương. Tháng 5 năm 1996, ông được bổ nhiệm giữ chức Phó Tổng Thư ký kiêm Chủ nhiệm Văn phòng Ủy ban Kiểm tra Kỷ luật Trung ương.
Tháng 3 năm 1998, ông được bổ nhiệm làm Thứ trưởng Bộ Giám sát. Tháng 6 năm 2000, ông được bổ nhiệm giữ chức Phó Trưởng Ban Tổ chức Trung ương. Tháng 11 năm 2003, ông được bổ nhiệm làm Phó Trưởng Ban Thường trực Ban Tổ chức Trung ương, hàm Bộ trưởng.
Tháng 3 năm 2007, ông được bổ nhiệm làm Bí thư Tỉnh ủy, Bí thư thứ nhất Đảng ủy Quân khu tỉnh Chiết Giang. Tháng 1 năm 2008, ông được bầu kiêm nhiệm vị trí Chủ nhiệm Ủy ban Thường vụ Đại hội đại biểu nhân dân tỉnh Chiết Giang.
Ngày 15 tháng 11 năm 2012, tại hội nghị toàn thể lần thứ nhất của Ban Chấp hành Trung ương Đảng Cộng sản Trung Quốc khóa XVIII, ông được bầu làm Bí thư Ban Bí thư Trung ương, Phó Bí thư Ủy ban Kiểm tra Kỷ luật Trung ương. Triệu Hồng Chúc giữ chức Bí thư Tỉnh ủy Chiết Giang cho đến ngày 21 tháng 11 năm 2012, thay ông ở vị trí này là Hạ Bảo Long.
Ông là Ủy viên Ban Chấp hành Trung ương Đảng Cộng sản Trung Quốc khóa XVII, XVIII và Ủy viên Thường vụ Ủy ban Kiểm tra Kỷ luật Trung ương khóa XV, XVI, XVIII. Ông cũng là đại biểu Quốc hội khóa X (2003-2008) và XI (2008-2013).